# Srpska nogometna liga 1948./49.
Srpska nogometna liga je bila liga trećeg stupnja nogometnog prvenstva Jugoslavije u sezoni 1948./49. 
 Sudjelovalo je 10 klubova s cijelog područja NR Srbije, a prvak je bio "Proleter" iz Zrenjanina.
U rujnu 1948. godine formirana je Srpska liga s 10 klubova od kojih je osam direktno steklo status, dok su dva preostala mjesta popunjena poslije kvalifikacija.

## Formiranje lige
- Direktan status osigurali su:
  - I. zona – Vojvodina (3): Srem (Srijemska Mitrovica), Sloboda (Subotica) i 6. oktobar (Kikinda)
  - II. zona – Zapadna Srbija (1): Beograd
  - III. zona – Centralna Srbija (2): Napredak (Kruševac) i Borac (Čačak)
  - IV. zona – Istočna Srbija (1): Ljupče Nikolić (Aleksinac)
  - V. zona – Kosmet (1): Proleter (Priština)
- Deveti i deseti član novoformirane Srpske lige dobiveni su poslije kvalifikacija po ključu: dva društva iz Vojvodine, pet iz Uže Srbije i jedno s Kosova i Metohije:
  - Vojvodina: Jedinstvo (Vršac) i Proleter (Zrenjanin)
  - Uža Srbija: Jedinstvo (Zemun), Budućnost (Valjevo), Nikčević (Svetozarevo), Kosta Stamenković (Leskovac) i Dinamo (Zaječar)
  - Kosovo i Metohija: Trepča (Kosovska Mitrovica)

### Kvalifikacije za popunu lige
| Prvi krug                    | Prvi krug  | Prvi krug              | 12. rujna | 19. rujna    |
| ---------------------------- | ---------- | ---------------------- | --------- | ------------ |
| Trepča (Kosovska Mitrovica)  | –          | Jedinstvo (Zemun)      | 0:4       | 1:4          |
| Budućnost (Valjevo)          | –          | Proleter (Zrenjanin)   | 0:2       | 1:6          |
| Dinamo (Zaječar)             | –          | Jedinstvo (Vršac)      | 5:1       | 3:1          |
| Kosta Stamenković (Leskovac) | –          | Nikčević (Svetozarevo) | 5:0       | 3:0          |
| Drugi krug                   | Drugi krug | Drugi krug             | 26. rujna | 3. listopada |
| Kosta Stamenković (Leskovac) | –          | Dinamo (Zaječar)       | 2:1       | 1:3          |
| Jedinstvo (Zemun)            | –          | Proleter (Zrenjanin)   | 2:1       | 0:4          |

- U Srpsku ligu su se plasirali Proleter (Zrenjanin) i Dinamo (Zaječar)

## Ljestvica
| mj.    | klub                     | ut. | pob. | ner. | por. | gol+ | gol- | bod |
| ------ | ------------------------ | --- | ---- | ---- | ---- | ---- | ---- | --- |
| 1.     | Proleter Zrenjanin       | 18  | 14   | 1    | 3    | 47   | 16   | 29  |
| 2.     | Napredak Kruševac        | 18  | 11   | 3    | 4    | 42   | 21   | 25  |
| 3.     | Srem S. Mitrovica        | 18  | 10   | 3    | 5    | 25   | 21   | 23  |
| 4.     | Borac Čačak              | 18  | 8    | 5    | 5    | 28   | 25   | 21  |
| 5.     | Beograd                  | 18  | 7    | 3    | 8    | 34   | 23   | 17  |
| 6.     | Dinamo Zaječar           | 18  | 7    | 3    | 8    | 31   | 29   | 17  |
| 7.     | 6. oktobar Kikinda       | 18  | 7    | 3    | 8    | 21   | 21   | 17  |
| 8.     | Proleter Priština        | 18  | 5    | 2    | 11   | 23   | 38   | 12  |
| 9.     | Ljupče Nikolić Aleksinac | 18  | 2    | 1    | 15   | 18   | 64   | 5   |
| 10.    | Sloboda Subotica         | 18  | 6    | 2    | 10   | 33   | 41   | 14  |
|        |                          |     |      |      |      |      |      |     |
| Izvori |                          |     |      |      |      |      |      |     |

- Viši rang:
  - Kvalifikacije za ulazak u Drugu saveznu ligu igrali su Napredak (Kruševac) – uspio i Proleter (Zrenjanin) – nije uspio (direktno se plasirao u Treću saveznu ligu)
  - Srem (Srijemska Mitrovica), kao treći nije igrao kvalifikacije za Treću ligu, umjesto njega Radnički (Beograd) koji nije ni igrao ovu ligu
  - 6. oktobar (Kikinda), Beograd i najvjerojatnije Srem (Srijemska Mitrovica), Borac (Čačak), Dinamo (Zaječar) i Proleter (Priština) su igrali u kvalifikacijama za ulazak u Treću saveznu ligu – nitko nije uspio
- Ispali:
  - Sloboda (Subotica) i Ljupče Nikolić (Aleksinac)
- Novi članovi:
  - Radnički (Obrenovac) i Radnički (Kragujevac) – drugi i treći iz kvalifikacija za ulazak u Treću saveznu ligu (Srpski dio)
  - Sloga (Rankovićevo), Milicionar (Beograd) i Radnički (Niš), Jedinstvo (Zemun), Dubočica (Leskovac) i Slavija (Beograd)
- Napomena:
  - Sedam utakmice Slobode (Subotica) registrirano je službenim rezultatom 0:3. Taj klub je istupio iz natjecanja, točnije ugašen je odlukom gradskih vlasti u Subotici u proljeće 1949. godine.
  - Te 1949. godine sazrelo je uvjerenje na sjeveru Bačke da bi se klubovi trebali ujediniti. Planirana je fuzija Slobode i Spartaka, a novi klub bi se zvao OFK Subotica. Dvije skupštine održane su paralelno, Slobodina je odbacila prijedlog, Spartakova, nevoljno glasala – za. Vijest o neuspjeloj skupštini Slobode, na Spartakovoj skupštini dočekana je ovacijama jer je zaslugom drugih sačuvao identitet.
  - Proleter je, za narednu sezonu promijenio ime u Jedinstvo (Priština).
  - Ljupče Nikolić je promijenio ime u Napredak (Aleksinac).
  - Kosta Stamenković je, poslije kvalifikacija, promijenio ime u Dubočica (Leskovac)
  - Za narednu sezonu liga je povećana na 14 klubova

## Kvalifikacije za ulazak uSrpsku ligu
| Sudionici        | Sudionici                                                                     | Viši rang                               |
| ---------------- | ----------------------------------------------------------------------------- | --------------------------------------- |
| I. zona          | Bačka (Bačka Palanka) i Jedinstvo (Bačka Topola)                              |                                         |
| II. zona – Istok | Milicionar (Beograd), Slavija (Beograd), Jedinstvo (Zemun) i Rudar (Kostolac) | Milicionar B., Slavija B., Jedinstvo Z. |
| II. zona – Zapad | Radnički (Obrenovac)? i Budućnost (Valjevo)                                   | Radnički O.                             |
| III. zona        | Radnički (Kragujevac)? i Sloga (Rankovićevo)                                  | Radnički K., Sloga R.                   |
| IV. zona         | Nikčević (Svetozarevo)                                                        |                                         |
| V. zona          | Kosta Stamenković (Leskovac), Radnički (Niš) i Topličanin (Prokuplje)         | Dubočica Leskovac, Radnički Niš         |
| VI. zona         | Budućnost (Peć) i Trepča (Kosovska Mitrovica)                                 |                                         |

## Unutrašnje poveznice
- 3. ligaški rang 1948./49.